# Улицата
„Улицата“ е хумористично телевизионно предаване, излъчвано първоначално по „Ефир 2“ преди каналът да бъде закрит, после и по „Канал 1“ на БНТ и последното му издание по „Нова телевизия“. Излъчено е за пръв път през 1992 г. Участват Кръстю Лафазанов, Мая Новоселска, Христо Гърбов, Камен Донев, Тончо Токмакчиев, както и други актьори-комици. Автор и режисьор е Теди Москов. Чрез оригинални скечове, много често на базата на актьорска импровизация, шоуто представя живота на „малкия човек“ в България след падането на комунистическия режим. „Улицата“ бързо печели почитатели и се превръща в едно от най-обичаните хумористични предавания в българския телевизионен ефир.

## Издания

### 1992
Първо издание на „Улицата“, излъчено по „Ефир 2“. Основната тема е промяната, настъпила в България след смяната на политическия режим през 1989. Наблегнато е на състоянието на изкуството и културата, основно тяхната профанизация. Засегнати са теми като съвременния морал, навлизането на рекламата в обществото, политиката и други. Изданието включва и три музикални етюда.
Времетраене: 22 мин.

### 1993
Второ издание на „Улицата“, излъчено по „Ефир 2“. Основните теми са финансирането на изкуството и тъгата по отминалото време и допуснатите грешки. В първата част на предаването се иронизират бързо забогателите от прехода хора, които искат да подпомогнат изкуството за да облекчат нечистата си съвест. Втората част е под надслов „Ех, ако можеше времето да се върне назад“. Състои се от серия скечове, показани отзад-напред във времето. Други засегнати теми в изданието са сигурността на АЕЦ „Козлодуй“, политиката, измамите (нагласено теглене на тираж на тотализатор) и други. Изданието завършва с музикален етюд.
Времетраене: 26 мин.

### 1994 -1
Трето издание на „Улицата“, излъчено по „Ефир 2“. Основна тема са малките хора, неудачниците, и техните неосъществими мечти за по-добър живот. Малките хора търсят утеха в света на любовната литература. Предаването завършва с музикален етюд и с идеята, че понякога малките хора могат да осъществят мечтите си.
Времетраене: 25 мин.

### 1994 -2
Четвърто издание на „Улицата“, излъчено по „Ефир 2“. Основна тема на предаването са забързаното ежедневие и нарастващите разлики между обществените класи. Набляга се на разликата между хората, забогатели чрез своята арогантност и тези, наслаждаващи се на живота, но останали неудачници. Има скечове с верния „Трабант“, закачки с псевдоинтелектуалците, контетата, скеч за особняците и други. Изданието има два музикални етюда и завършва с приказката за Пепеляшко, в ролята е Васил Найденов.
Времетраене: 51 мин.

### 1995
Пето издание на „Улицата“, излъчено по „Ефир 2“. Основна тема е животът на малкия чиновник, персонифициран в Страхил Божикравов, неговите отношения с началника и колегите му (включително секретарката) и мечтите му. Изданието започва със скеч посветен на стила на шофиране в България и продължава с музикален етюд. Следват частите „Един ден от живота на Страхил Божикравов“ и „Една нощ от живота на Страхил Божикравов.“ За финал е скечът за сплеснатите от живота хора.
Времетраене: 52 мин.

### 1996
Шесто издание на „Улицата“, излъчено по „Ефир 2“. Основна тема е реакцията на малкия, незначителния човек към стреса от забързаното ежедневие. Бягството от този стрес е в романтичната представа за миналото, изразена чрез съпоставяне на цветните и на черно-белите филми. Като източници на напрежение са представени бюрокрацията, машините, семейството.
Времетраене: 28 мин.

### 1999
Седмо издание на „Улицата“, излъчено по „Канал 1“. Темата на изданието е определена като „изчезващите неща – какво изчезва от живота ни...“, но скечовете са разнообразни и често излизат далеч извън тази тема. Изданието започва с карикатура на различите области в България и следва лекция на тема „С какво мисли българина: с главния или с гръбначния си мозък“, всъщност посветена на задниците (в преносен смисъл). Има още скеч за желанието на българите да емигрират, хор на ловците, историята за грозното патенце, скеч за изчезването на семейната хармония, монологът на Учителя с Камен Донев и други.
Времетраене: 49 мин.

### 2001
Осмо издание на „Улицата“, излъчено по „Канал 1“. Темата на изаднието са малките пороци и недостатъци, представени чрез хора които се учат да ги избягват. Първият скеч е за несхватлива дама, която се учи да кара автомобил. Следват скечове за жена, която се учи да не изневерява на мъжа си, скеч за мъж, който се учи да не мирише лошо, скеч за мъж, който се учи да не пие ракия, скеч за начинаещ бандит, учещ се да обира бакалии и други. Засегната тема са и агресивните реклами. Предаването завършва с музикален етюд.
Времетраене: 33 мин.

### 2004
Девето издание на „Улицата“, излъчено по „Нова телевизия“. Темата на предаването е представена като „обърквация“. Представят се трудностите и стреса, на които са подложени малките хора. Водещата на предаването не е професионална актриса, което допринася за главната тема. Вторият водещ е полицай с кренвирш на пагона, което е препратка към илюстрациите на Йозеф Лада към книгата „Приключенията на добрия войник Швейк през Световната война“. В предаването има много импровизации на несвързан текст.
Времетраене: 27 мин.

## Известни скечове
- Страхил Божикравов – половин човек на половин работен ден на половин работна заплата в завода за полупроводници, който живее в половин апартамент и половината му зъби са металокерамика, а другите са меки. Иска да каже на шефа (Христо Гърбов) си, че е голям гъз, но не може понеже заеква и стига само: „Шефе, ти си голям!...“
- Производителите на бахур и други колбаси и тяхното спонсориране на културата. Кръстю Лафазанов е производител на колбаси, който се набира на един лост.
- Пешеходецът, който се опитва да пресече от две седмици за да си купи хляб от другата страна на улицата, но един трабант се опитва да го сгази.
- Скечът, в който Кръстю Лафазанов и Мая Новоселска обясняват как предаването би звучало на хора, които не го разбират – като казват някои думи като мухоцити, бухаляци, матики, битици, боцата, кити, бо, мицики, баницатапу, пукитари, патулки.
- Инженер Стефан Харпов – който излиза в 4 копия, приказващи наедно. Първите трима се опитват да убедят ст. научен сътрудник в БАН да не пие, докато последния и казва: „Аз съм най-възрастният от инженерите Харпов, извикаха ма да ви кажа да не пиете. Не ги слушайте! Пийте!“
- Скеч на Кръстю Лафазанов и сина му, които вървят по улицата:

```
– Тате, кога ще ходим на море?
– През зимата, тате.
– Тате, кога ще порасна?
– Еба ли му майката, тате.
– Тате, защо мама винаги излиза от стаята?
– Щото тате много пърди...
– Тате, ти що пърдиш?
– Щото майка ти готви буламачи, тате.
– Тате, защо мама казва, че си свиня?
– Щот мириша бе, тате.
```